# (1888) Zu Chong-Zhi
(1888) Zu Chong-Zhi es un asteroide perteneciente al cinturón de asteroides descubierto por el equipo del observatorio de la Montaña Púrpura, en Nankín, China, desde la estación astronómica homónima, el 9 de noviembre de 1964.

## Designación y nombre
Zu Chong-Zhi se designó al principio como 1964 VO1.
Posteriormente fue nombrado en honor del astrónomo y matemático chino Zu Chong-Zhi (492-500).

## Características orbitales
Zu Chong-Zhi está situado a una distancia media del Sol de 2,546 ua, pudiendo acercarse hasta 2,119 ua y alejarse hasta 2,974 ua. Tiene una inclinación orbital de 5,86° y una excentricidad de 0,1677. Emplea en completar una órbita alrededor del Sol 1484 días.